# Linus Torvalds
Linus Benedict Torvalds (sinh ngày 28 tháng 12 năm 1969) là một nhà khoa học máy tính người Phần Lan. Ông là người đã chế tạo và phát triển chính của nhân Linux, sau này đã trở thành nhân cho nhiều bảng phân phối và các hệ điều hành Android và Chrome OS. Ông cũng đồng thời tạo ra hệ thống điều khiển phân phối phiên bản Git, kỹ thuật đăng nhập lặn và phần mềm lập kế hoạch Subsurface. Linus Torvalds đã được vinh danh cùng với Shinya Yamanaka nhận Millenium Technology Prize (Giải thưởng Công nghệ Thiên niên kỷ) được trao bởi Technology Academy Finland (Học viện Công nghệ Phần Lan) "công nhận về sự sáng tạo của ông ấy cho một hệ điều hành mã nguồn mở mới dẫn đến việc những máy tính hàng đầu để sử dụng nhân Linux một cách rộng rãi. Ông cũng nhận IEEE Computer Society Computer Award (Giải thưởng Tiên Phong về Máy tính) 2014 và IEEE Ibuka Consumer Electronics Award (Giải thưởng Điện tử Tiêu dùng Masaru Ibuka) 2018.

## Cuộc sống và sự nghiệp
Torvalds sinh ra ở Helsinki, Phần Lan vào năm 1969. Ông là con trai của nhà báo Anna và Nils Torvalds, và là cháu trai của nhà thống kê Leo Törnquist và nhà thơ Ole Torvalds. Cả cha mẹ của ông đều từng học tại Đại học Helsinki vào những năm 1960. Gia đình của ông ấy thuộc cộng đồng nói tiếng Thụy Điển. Torvalds được đặt tên theo nhà hóa học người Mỹ giành giải Nobel, mặc dù trong cuốn sách Rebel Code: Linux and the Operating System Revolution, Torvalds đã nói rằng: "Tôi nghĩ tôi được đặt tên giữa Linus và nhân vật hoạt hình Peanuts, điều này làm ông trở thành một lần nữa của "nhà hóa học giành giải Nobel" và "nhân vật hoạt hình chở chăn".

## Tham khảo

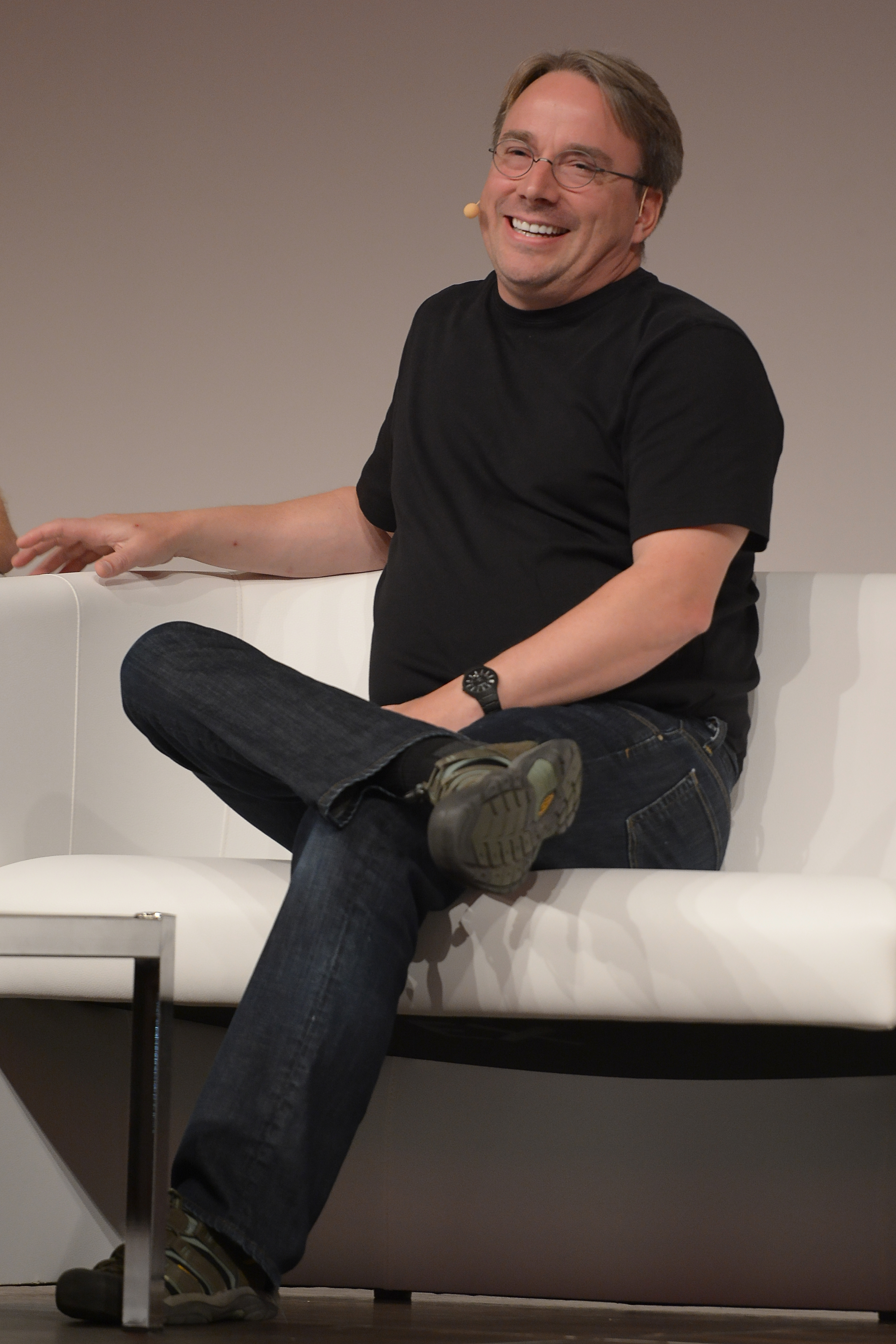
Linus Torvalds